# Водне поло на літніх Олімпійських іграх 1964
Змагання з водного поло на літніх Олімпійських іграх 1964 в Токіо тривали з 11 до 18 жовтня в Токійському міському критому басейні. Змагалися лише чоловіки.
У попередньому раунді збірні поділили на чотири групи. Два перші місця з кожної групи сформували дві півфінальні групи. Два перші місця з кожної півфінальної групи сформували фінальну групу для визначення місць з 1-го по 4-те. Треті та четверті збірні сформували групу для визначення місць з 5-го по 8-ме. Результати з попереднього раунду перенесено до півфіналів, а з півфіналів — до фіналів.

## Кваліфікація
| Кваліфікація                    | Дата                       | Host      | К-ть місць | Кваліфікувалися                         |
| ------------------------------- | -------------------------- | --------- | ---------- | --------------------------------------- |
| Країна-господарка               | 26 травня 1959             | Мюнхен    | 1          | Японія                                  |
| Літні Олімпійські ігри 1960     | 25 серпня — 3 вересня 1960 | Рим       | 5          | Італія СРСР Угорщина Нідерланди Румунія |
| Чемпіонат Європи з водного поло | 19–25 серпня 1962          | Лейпциг   | 3 2        | НДР Бельгія Швеція                      |
| Панамериканські ігри 1963       | 24 квітня — 4 травня 1963  | Сан-Паулу | 3 2        | США Бразилія Аргентина                  |
| Африка                          | 1963                       |           | 1          | Єгипет                                  |
| Океанія                         | 1963                       |           | 1          | Австралія                               |
| Загалом                         |                            |           | 14 12      |                                         |

## Медальний залік
| Дисципліни | Золото | Срібло | Бронза |
| ---------- | --- | --- | --- |
| Чоловіки   | Угорщина · Міклош Амбруш · Ласло Фелкаї · Янош Конрад · Золтан Деметер · Тівадар Каніжа · Петер Рушоран · Дєрдь Карпаті · Міхай Маєр · Дєже Дярматі · Денеш Почик · Андраш Боднар | Югославія · Милан Мушкатирович · Іво Трумбич · Винко Росич · Златко Шименць · Божидар Станишич · Анте Нарделлі · Зоран Янкович · Мирко Сандич · Фране Нонкович · Озрен Боначич · Карло Стипанич | СРСР · Ігор Грабовський · Володимир Кузнецов · Брис Гришин · Борис Попов · Микола Калашников · Зенон Борткевич · Микола Кузнецов · Володимир Семенов · Віктор Агеєв · Леонід Осипов · Едуард Єгоров |

## Підсумки

### Перший раунд

#### Група A
| Поз | Команда | І | В | Н | П | ГЗ | ГП | РГ | О | Кваліфікація |
| --- | ------- | - | - | - | - | -- | -- | -- | - | ------------ |
| 1   | Італія  | 2 | 2 | 0 | 0 | 9  | 6  | +3 | 4 | Півфінали    |
| 2   | Румунія | 2 | 1 | 0 | 1 | 12 | 8  | +4 | 2 | Півфінали    |
| 3   | Японія  | 2 | 0 | 0 | 2 | 7  | 14 | −7 | 0 |              |

| 11 жовтня 1964 11:10 | Official Report p.675 | Італія                                   | –     | Румунія     |  |
| 11 жовтня 1964 11:10 | Official Report p.675 | Рахунок за періодами: 2–0, 0–2, 2–0, 0–1 |       |             |  |
| 11 жовтня 1964 11:10 | Official Report p.675 | Піццо 3                                  | Голів | Грінцеску 2 |  |

| 12 жовтня 1964 10:00 | Official Report p.677 | Італія                                   | –     | Японія    |  |
| 12 жовтня 1964 10:00 | Official Report p.677 | Рахунок за періодами: 3–1, 1–0, 0–1, 1–1 |       |           |  |
| 12 жовтня 1964 10:00 | Official Report p.677 | Піццо 2                                  | Голів | Такеучі 2 |  |

| 13 жовтня 1964 11:10 | Official Report p.680 | Японія                                   | –     | Румунія |  |
| 13 жовтня 1964 11:10 | Official Report p.680 | Рахунок за періодами: 1–1, 2–3, 0–2, 1–3 |       |         |  |
| 13 жовтня 1964 11:10 | Official Report p.680 | Шімідзу 2                                | Голів | Захан 3 |  |

#### Група B
| Поз | Команда   | І | В | Н | П | ГЗ | ГП | РГ | О | Кваліфікація |
| --- | --------- | - | - | - | - | -- | -- | -- | - | ------------ |
| 1   | СРСР      | 2 | 2 | 0 | 0 | 9  | 2  | +7 | 4 | Півфінали    |
| 2   | Німеччина | 2 | 1 | 0 | 1 | 5  | 4  | +1 | 2 | Півфінали    |
| 3   | Австралія | 2 | 0 | 0 | 2 | 1  | 9  | −8 | 0 |              |

| 11 жовтня 1964 16:30 | Official Report p.675 | СРСР                                     | –     | Австралія |  |
| 11 жовтня 1964 16:30 | Official Report p.675 | Рахунок за періодами: 1–0, 1–0, 2–0, 2–0 |       |           |  |
| 11 жовтня 1964 16:30 | Official Report p.675 | Кузнецов, Семенов 2                      | Голів | жодного   |  |

| 12 жовтня 1964 11:10 | Official Report p.677 | СРСР                                     | –     | Німеччина |  |
| 12 жовтня 1964 11:10 | Official Report p.677 | Рахунок за періодами: 1–2, 0–0, 1–0, 1–0 |       |           |  |
| 12 жовтня 1964 11:10 | Official Report p.677 | Борткевич 2                              | Голів | Фос 2     |  |

| 13 жовтня 1964 16:30 | Official Report p.680 | Австралія                                | –     | Німеччина      |  |
| 13 жовтня 1964 16:30 | Official Report p.680 | Рахунок за періодами: 0–1, 1–0, 0–2, 0–0 |       |                |  |
| 13 жовтня 1964 16:30 | Official Report p.680 | Міллс 1                                  | Голів | троє гравців 1 |  |

#### Група C
| Поз | Команда    | І | В | Н | П | ГЗ | ГП | РГ  | О | Кваліфікація |
| --- | ---------- | - | - | - | - | -- | -- | --- | - | ------------ |
| 1   | Югославія  | 3 | 3 | 0 | 0 | 17 | 3  | +14 | 6 | Півфінали    |
| 2   | Нідерланди | 3 | 2 | 0 | 1 | 11 | 13 | −2  | 4 | Півфінали    |
| 3   | США        | 3 | 1 | 0 | 2 | 12 | 9  | +3  | 2 |              |
| 4   | Бразилія   | 3 | 0 | 0 | 3 | 3  | 18 | −15 | 0 |              |

| 11 жовтня 1964 10:00 | Official Report p.674 | Бразилія                                 | –     | Нідерланди     |  |
| 11 жовтня 1964 10:00 | Official Report p.674 | Рахунок за періодами: 1–1, 0–1, 0–0, 1–1 |       |                |  |
| 11 жовтня 1964 10:00 | Official Report p.674 | Сабо, дос Сантос 1                       | Голів | троє гравців 1 |  |

| 11 жовтня 1964 18:50 | Official Report p.676 | Югославія                                | –     | США    |  |
| 11 жовтня 1964 18:50 | Official Report p.676 | Рахунок за періодами: 1–1, 0–0, 0–0, 1–0 |       |        |  |
| 11 жовтня 1964 18:50 | Official Report p.676 | Янкович, Росич 1                         | Голів | Коул 1 |  |

| 12 жовтня 1964 17:40 | Official Report p.678 | Югославія                                | –     | Нідерланди        |  |
| 12 жовтня 1964 17:40 | Official Report p.678 | Рахунок за періодами: 1–0, 2–2, 1–0, 3–0 |       |                   |  |
| 12 жовтня 1964 17:40 | Official Report p.678 | Нарделі, Росич 2                         | Голів | Ленардс, Мюллер 1 |  |

| 12 жовтня 1964 18:50 | Official Report p.679 | США                                      | –     | Бразилія |  |
| 12 жовтня 1964 18:50 | Official Report p.679 | Рахунок за періодами: 1–0, 1–0, 3–0, 2–1 |       |          |  |
| 12 жовтня 1964 18:50 | Official Report p.679 | Кроуфорд 3                               | Голів | Сабо 1   |  |

| 13 жовтня 1964 10:00 | Official Report p.679 | Югославія                                | –     | Бразилія |  |
| 13 жовтня 1964 10:00 | Official Report p.679 | Рахунок за періодами: 3–0, 0–0, 4–0, 1–0 |       |          |  |
| 13 жовтня 1964 10:00 | Official Report p.679 | Сандич 2                                 | Голів | жодного  |  |

| 13 жовтня 1964 18:50 | Official Report p.681 | США                                      | –     | Нідерланди |  |
| 13 жовтня 1964 18:50 | Official Report p.681 | Рахунок за періодами: 2–2, 0–3, 0–0, 2–1 |       |            |  |
| 13 жовтня 1964 18:50 | Official Report p.681 | четверо гравців 1                        | Голів | В. Врінд 2 |  |

#### Група D
| Поз | Команда  | І | В | Н | П | ГЗ | ГП | РГ  | О | Кваліфікація |
| --- | -------- | - | - | - | - | -- | -- | --- | - | ------------ |
| 1   | Угорщина | 2 | 2 | 0 | 0 | 16 | 1  | +15 | 4 | Півфінали    |
| 2   | Бельгія  | 2 | 1 | 0 | 1 | 8  | 10 | −2  | 2 | Півфінали    |
| 3   | Єгипет   | 2 | 0 | 0 | 2 | 6  | 19 | −13 | 0 |              |

| 11 жовтня 1964 17:40 | Official Report p.676 | Угорщина                                 | –     | Єгипет          |  |
| 11 жовтня 1964 17:40 | Official Report p.676 | Рахунок за періодами: 2–0, 3–0, 2–1, 4–0 |       |                 |  |
| 11 жовтня 1964 17:40 | Official Report p.676 | Фелкаї, Рушоран 2                        | Голів | Абдель Рахман 1 |  |

| 12 жовтня 1964 16:30 | Official Report p.678 | Угорщина                                 | –     | Бельгія |  |
| 12 жовтня 1964 16:30 | Official Report p.678 | Рахунок за періодами: 0–0, 2–0, 3–0, 0–0 |       |         |  |
| 12 жовтня 1964 16:30 | Official Report p.678 | п'ятеро гравців 1                        | Голів | жодного |  |

| 13 жовтня 1964 17:40 | Official Report p.681 | Єгипет                                   | –     | Бельгія |  |
| 13 жовтня 1964 17:40 | Official Report p.681 | Рахунок за періодами: 1–2, 3–3, 1–2, 0–1 |       |         |  |
| 13 жовтня 1964 17:40 | Official Report p.681 | Куршед 2                                 | Голів | Дюмон 3 |  |

### Півфінали

#### Півфінал AB
| Поз | Команда   | І | В | Н | П | ГЗ | ГП | РГ | О | Кваліфікація                 |
| --- | --------- | - | - | - | - | -- | -- | -- | - | ---------------------------- |
| 1   | СРСР      | 3 | 2 | 1 | 0 | 7  | 4  | +3 | 5 | Фінал                        |
| 2   | Італія    | 3 | 2 | 0 | 1 | 6  | 6  | 0  | 4 | Фінал                        |
| 3   | Румунія   | 3 | 1 | 1 | 1 | 10 | 10 | 0  | 3 | Класифікація за 5–8-ме місця |
| 4   | Німеччина | 3 | 0 | 0 | 3 | 7  | 10 | −3 | 0 | Класифікація за 5–8-ме місця |

| 11 жовтня 1964 11:10 | Official Report p.675 | Італія                                   | –     | Румунія     |  |
| 11 жовтня 1964 11:10 | Official Report p.675 | Рахунок за періодами: 2–0, 0–2, 2–0, 0–1 |       |             |  |
| 11 жовтня 1964 11:10 | Official Report p.675 | Піццо 3                                  | Голів | Грінцеску 2 |  |

| 12 жовтня 1964 11:10 | Official Report p.677 | СРСР                                     | –     | Німеччина |  |
| 12 жовтня 1964 11:10 | Official Report p.677 | Рахунок за періодами: 1–2, 0–0, 1–0, 1–0 |       |           |  |
| 12 жовтня 1964 11:10 | Official Report p.677 | Борткевич 2                              | Голів | Фос 2     |  |

| 14 жовтня 1964 14:16 | Official Report p.683 | Італія                                   | –     | СРСР                |  |
| 14 жовтня 1964 14:16 | Official Report p.683 | Рахунок за періодами: 0–1, 0–1, 0–0, 0–0 |       |                     |  |
| 14 жовтня 1964 14:16 | Official Report p.683 | жодного                                  | Голів | Кузнецов, Семенов 1 |  |

| 14 жовтня 1964 15:20 | Official Report p.683 | Румунія                                  | –     | Німеччина         |  |
| 14 жовтня 1964 15:20 | Official Report p.683 | Рахунок за періодами: 0–0, 1–1, 2–0, 2–3 |       |                   |  |
| 14 жовтня 1964 15:20 | Official Report p.683 | п'ятеро гравців 1                        | Голів | четверо гравців 1 |  |

| 15 жовтня 1964 13:00 | Official Report p.684 | Італія                                   | –     | Німеччина  |  |
| 15 жовтня 1964 13:00 | Official Report p.684 | Рахунок за періодами: 0–0, 0–0, 1–0, 1–1 |       |            |  |
| 15 жовтня 1964 13:00 | Official Report p.684 | Севаско, Спінола 1                       | Голів | Шленкріх 1 |  |

| 15 жовтня 1964 14:10 | Official Report p.684 | СРСР                                     | –     | Румунія |  |
| 15 жовтня 1964 14:10 | Official Report p.684 | Рахунок за періодами: 0–0, 1–1, 1–0, 0–1 |       |         |  |
| 15 жовтня 1964 14:10 | Official Report p.684 | Агеєв, Калашников 1                      | Голів | Захан 2 |  |

#### Півфінал CD
| Поз | Команда    | І | В | Н | П | ГЗ | ГП | РГ  | О | Кваліфікація                 |
| --- | ---------- | - | - | - | - | -- | -- | --- | - | ---------------------------- |
| 1   | Югославія  | 3 | 2 | 1 | 0 | 17 | 8  | +9  | 5 | Фінал                        |
| 2   | Угорщина   | 3 | 2 | 1 | 0 | 15 | 9  | +6  | 5 | Фінал                        |
| 3   | Нідерланди | 3 | 1 | 0 | 2 | 14 | 18 | −4  | 2 | Класифікація за 5–8-ме місця |
| 4   | Бельгія    | 3 | 0 | 0 | 3 | 7  | 18 | −11 | 0 | Класифікація за 5–8-ме місця |

| 12 жовтня 1964 16:30 | Official Report p.678 | Угорщина                                 | –     | Бельгія |  |
| 12 жовтня 1964 16:30 | Official Report p.678 | Рахунок за періодами: 0–0, 2–0, 3–0, 0–0 |       |         |  |
| 12 жовтня 1964 16:30 | Official Report p.678 | п'ятеро гравців 1                        | Голів | жодного |  |

| 12 жовтня 1964 17:40 | Official Report p.678 | Югославія                                | –     | Нідерланди        |  |
| 12 жовтня 1964 17:40 | Official Report p.678 | Рахунок за періодами: 1–0, 2–2, 1–0, 3–0 |       |                   |  |
| 12 жовтня 1964 17:40 | Official Report p.678 | Нарделі, Росич 2                         | Голів | Ленардс, Мюллер 1 |  |

| 14 жовтня 1964 10:00 | Official Report p.682 | Угорщина                                 | –     | Нідерланди    |  |
| 14 жовтня 1964 10:00 | Official Report p.682 | Рахунок за періодами: 3–0, 1–2, 1–1, 1–2 |       |               |  |
| 14 жовтня 1964 10:00 | Official Report p.682 | Деметер 2                                | Голів | ван дер Вут 3 |  |

| 14 жовтня 1964 13:00 | Official Report p.682 | Югославія                                | –     | Бельгія              |  |
| 14 жовтня 1964 13:00 | Official Report p.682 | Рахунок за періодами: 2–0, 2–1, 1–0, 1–1 |       |                      |  |
| 14 жовтня 1964 13:00 | Official Report p.682 | Станишич 2                               | Голів | Д'Остерлінк, Дюмон 1 |  |

| 15 жовтня 1964 15:20 | Official Report p.685 | Нідерланди                               | –     | Бельгія  |  |
| 15 жовтня 1964 15:20 | Official Report p.685 | Рахунок за періодами: 3–2, 2–1, 0–1, 2–1 |       |          |  |
| 15 жовтня 1964 15:20 | Official Report p.685 | ван дер Вут 3                            | Голів | Пікерс 2 |  |

| 15 жовтня 1964 19:20 | Official Report p.685 | Югославія                                | –     | Угорщина  |  |
| 15 жовтня 1964 19:20 | Official Report p.685 | Рахунок за періодами: 3–0, 0–3, 1–0, 0–1 |       |           |  |
| 15 жовтня 1964 19:20 | Official Report p.685 | Сандич 2                                 | Голів | Карпаті 2 |  |

### Фінальний раунд

#### Класифікація за 5–8-ме місця
| Поз | Команда                          | І | В | Н | П | ГЗ | ГП | РГ | О |
| --- | -------------------------------- | - | - | - | - | -- | -- | -- | - |
| 5   | Румунія                          | 3 | 2 | 0 | 1 | 14 | 10 | +4 | 4 |
| 6   | Об'єднана німецька команда (EUA) | 3 | 2 | 0 | 1 | 14 | 12 | +2 | 4 |
| 7   | Бельгія                          | 3 | 1 | 0 | 2 | 13 | 15 | −2 | 2 |
| 8   | Нідерланди                       | 3 | 1 | 0 | 2 | 12 | 16 | −4 | 2 |

| 14 жовтня 1964 15:20 | Official Report p.683 | Румунія                                  | –     | Німеччина         |  |
| 14 жовтня 1964 15:20 | Official Report p.683 | Рахунок за періодами: 0–0, 1–1, 2–0, 2–3 |       |                   |  |
| 14 жовтня 1964 15:20 | Official Report p.683 | п'ятеро гравців 1                        | Голів | четверо гравців 1 |  |

| 15 жовтня 1964 15:20 | Official Report p.685 | Нідерланди                               | –     | Бельгія  |  |
| 15 жовтня 1964 15:20 | Official Report p.685 | Рахунок за періодами: 3–2, 2–1, 0–1, 2–1 |       |          |  |
| 15 жовтня 1964 15:20 | Official Report p.685 | ван дер Вут 3                            | Голів | Пікерс 2 |  |

| 17 жовтня 1964 14:10 | Official Report p.686 | Румунія                                  | –     | Нідерланди |  |
| 17 жовтня 1964 14:10 | Official Report p.686 | Рахунок за періодами: 2–0, 1–1, 1–0, 2–0 |       |            |  |
| 17 жовтня 1964 14:10 | Official Report p.686 | Меркулеску 3                             | Голів | В. Врінд 1 |  |

| 17 жовтня 1964 15:20 | Official Report p.687 | Німеччина                                | –     | Бельгія    |  |
| 17 жовтня 1964 15:20 | Official Report p.687 | Рахунок за періодами: 0–1, 1–1, 1–1, 3–0 |       |            |  |
| 17 жовтня 1964 15:20 | Official Report p.687 | Тіль 3                                   | Голів | Де Вілде 2 |  |

| 18 жовтня 1964 13:50 | Official Report p.688 | Румунія                                  | –     | Бельгія |  |
| 18 жовтня 1964 13:50 | Official Report p.688 | Рахунок за періодами: 0–1, 1–1, 0–1, 2–2 |       |         |  |
| 18 жовтня 1964 13:50 | Official Report p.688 | троє гравців 1                           | Голів | Дюмон 2 |  |

| 18 жовтня 1964 14:40 | Official Report p.689 | Німеччина                                | –     | Нідерланди    |  |
| 18 жовтня 1964 14:40 | Official Report p.689 | Рахунок за періодами: 0–1, 2–0, 0–1, 3–2 |       |               |  |
| 18 жовтня 1964 14:40 | Official Report p.689 | Фос 3                                    | Голів | ван дер Вут 2 |  |

#### Фінал
| Поз | Команда   | І | В | Н | П | ГЗ | ГП | РГ | О |
| --- | --------- | - | - | - | - | -- | -- | -- | - |
| 1   | Угорщина  | 3 | 2 | 1 | 0 | 12 | 7  | +5 | 5 |
| 2   | Югославія | 3 | 2 | 1 | 0 | 8  | 5  | +3 | 5 |
| 3   | СРСР      | 3 | 1 | 0 | 2 | 4  | 7  | −3 | 2 |
| 4   | Італія    | 3 | 0 | 0 | 3 | 2  | 7  | −5 | 0 |

| 14 жовтня 1964 14:16 | Official Report p.683 | Італія                                   | –     | СРСР                |  |
| 14 жовтня 1964 14:16 | Official Report p.683 | Рахунок за періодами: 0–1, 0–1, 0–0, 0–0 |       |                     |  |
| 14 жовтня 1964 14:16 | Official Report p.683 | жодного                                  | Голів | Кузнецов, Семенов 1 |  |

| 15 жовтня 1964 19:20 | Official Report p.685 | Югославія                                | –     | Угорщина  |  |
| 15 жовтня 1964 19:20 | Official Report p.685 | Рахунок за періодами: 3–0, 0–3, 1–0, 0–1 |       |           |  |
| 15 жовтня 1964 19:20 | Official Report p.685 | Сандич 2                                 | Голів | Карпаті 2 |  |

| 17 жовтня 1964 13:00 | Official Report p.686 | Італія                                   | –     | Угорщина       |  |
| 17 жовтня 1964 13:00 | Official Report p.686 | Рахунок за періодами: 0–0, 1–0, 0–2, 0–1 |       |                |  |
| 17 жовтня 1964 13:00 | Official Report p.686 | Севаско 1                                | Голів | троє гравців 1 |  |

| 17 жовтня 1964 19:30 | Official Report p.687 | Югославія                                | –     | СРСР    |  |
| 17 жовтня 1964 19:30 | Official Report p.687 | Рахунок за періодами: 0–0, 0–0, 2–0, 0–0 |       |         |  |
| 17 жовтня 1964 19:30 | Official Report p.687 | Янкович 2                                | Голів | жодного |  |

| 18 жовтня 1964 13:00 | Official Report p.688 | Італія                                   | –     | Югославія         |  |
| 18 жовтня 1964 13:00 | Official Report p.688 | Рахунок за періодами: 0–1, 0–1, 0–0, 1–0 |       |                   |  |
| 18 жовтня 1964 13:00 | Official Report p.688 | Спінола 1                                | Голів | Сандич, Янкович 1 |  |

| 18 жовтня 1964 16:00 | Official Report p.689 | СРСР                                     | –     | Угорщина          |  |
| 18 жовтня 1964 16:00 | Official Report p.689 | Рахунок за періодами: 0–1, 2–0, 0–1, 0–3 |       |                   |  |
| 18 жовтня 1964 16:00 | Official Report p.689 | Агеєв, Калашников 1                      | Голів | Деметер, Фелкаї 2 |  |